# Sylan
Sylan (Samisch: Bealjehkh, Zweeds: Sylarna) is een bergmassief op de grens van Noorwegen en Zweden in de provincie Trøndelag en het landschap Jämtland. Het hoogste punt, Storsylen, ligt op 1762 meter boven de zeespiegel. Ten zuidoosten van het massief ligt Helagsfjället en ten westen bevindt zich het nationaal park Skarvan og Roltdalen.
Aan de Zweedse zijde van Sylan ligt de berghut Sylarna, deze hut is eigendom van de Svenska Turistföreningen. Aan de Noorse kant worden door Den Norske Turistforening twee hutten onderhouden, de Nedalshytta en Storerikvollen.

## Nationaal park Vålådalen–Sylarna
Eind 2008 is bekend geworden dat het Zweedse deel van Sylan deel uitmaakt van het nationaal park Vålådalen–Sylarna. Het park behoort tot een reeks van zeven nieuwe nationale parken die in de periode tot 2013 zijn opgericht.

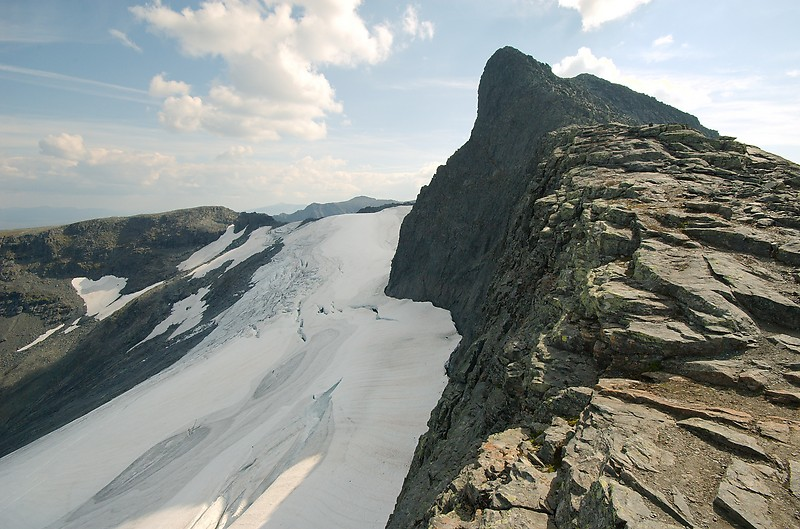
Storsylen, de hoogste top van het massief